# Gondola Grindelwald–Männlichen
Gondolska žičnica Grindelwald – Männlichen (nemško Gondelbahn Grindelwald-Männlichen, GGM) je gondolska žičnica, ki povezuje Grindelwald z Männlichenom. Je v lasti in upravljanju Gondelbahn Grindelwald – Männlichen AG.
Ko je bila leta 1978 odprta, je bila najdaljša gondolska žičnica za potnike na svetu.

## Lokacija in potek
Dolinska postaja je v Grindelwald-Grundu (937 m nad morjem) v dnu doline. Žičnica popelje preko srednje postaje Holenstein (1624 m nmv) do gorske postaje Männlichen (2225 m nmv). Na srednji postaji je smer vožnje nekoliko spremenjena (upogne se navkreber v levo). Skupna višinska razlika je torej 1288 metrov. Od gorske postaje na sedlu je še 20 minut hoje do vrha Männlichena (2343 m nad morjem). V bližini gorske postaje leži žičnica Wengen - Männlichen, ki goro povezuje z zahoda.
Poleti sta gorski postaji Männlichen in srednja postaja Holenstein izhodišče za številne pohode. Pozimi Männlichenbahn smučarje odpelje na smučišče Männlichen / Kleine Scheidegg. Za ljubitelje zimskih športov je na voljo 20 žičnic in vlečnic z več kot 100 kilometri prog.

## Podatki

### Dolžina
Ko je bila 23. decembra 1978 odprla, je bila žičnica v skupni dolžini 6,2 kilometra najdaljša žičnica za prevoz potnikov na svetu, med sodobnimi gorskimi žičnicami. S 13 kilometri je žičnica Norsjö bistveno daljša, vendar je nastala iz neuporabljene žičnice in poteka po pretežno ravnem terenu. Prejšnje tovorne žičnice za prevoz materiala so bile dolge do 96 kilometrov. Žičnica Skyrail Rainforest Cableway v Avstraliji, odprta leta 1995, je z enim odsekom 4,8 kilometra in skupno dolžino 7,5 kilometra daljša.

### Kabinska žičnica 2019
Gondola Garaventa, ki je bila odprla decembra 2019, je sestavljena iz 111 gondol za deset ljudi in poteka v dveh odsekih z več kot 33 nosilci. V primerjavi s staro gondolo iz leta 1978 je bil objekt zgrajen nekaj metrov severneje. Ima podvojeno zmogljivost 1800 ljudi na uro in znatno skrajšan čas potovanja za 19 minut.

### Gondola leta 1978
Kabinsko žičnico iz leta 1978 je Habegger Maschinenfabrik v Thunu zgradil kot popolnoma samodejno Habeggerjevo enokabelsko gondolo. Sistem je bil zgrajen v dveh odsekih, vsak s 40 mm vrvjo. V srednji postaji so štiri gondole samodejno prevažali z ene vrvi na drugo. Vodoravna dolžina prvega odseka je bila 3068 metrov, drugi odsek 3003 m, celotna vodoravna dolžina 6071 metrov. V pobočju so bili odseki dolgi 3167 metrov in 3073 metrov, skupaj 6240 metrov. Na celotni poti je bilo 52 stebrov, najvišji pa je bil 38 metrov. Pogon za obe vrvi je bil v srednji postaji. Največja hitrost potovanja je bila štiri metre na sekundo (14,4 kilometra na uro), transportna zmogljivost pa 900 ljudi na uro. Pot je trajala približno pol ure. Po zagonu so bile dolinske in gorske postaje večkrat obnovljene. Jeseni 1989 so bile obnovljene vrvi.
Prvi odsek je imel vmesni izhod v Itramenu preko vmeznega izhoda Egg, vendar ga skoraj niso uporabljali.

### Potniki
Leta 2018 je gondola prepeljala 855.968 ljudi, od tega približno dve tretjini pozimi.

## V-Bahn
Ker je bila koncesija žičnice prvotno omejena na april 2018, je bila načrtovana nova kabinska žičnica s sodobnimi gondolami za osem oseb. Projekt ni predvideval le zamenjave stare žičnice. Iz Grindelwald-Grunda je bila predvidena druga žičnica z Eiger Express, ki vodi do postaje Eigergletscher železniške proge Jungfrau in bi morala potnike hitreje pripeljati do Jungfraujocha. Oba sistema skupaj tvorita tako imenovano V-Bahn. Novi terminal v Grindelwald-Grundu je dobil večnadstropno parkirišče in povezavo v Rotheneggu do novega postajališča Grindelwald na železniški progi Bernese Oberland.
Za projekt V-Bahn so bili predvideni stroški 470 milijonov frankov. Njeno gradnjo je 1. junija 2018 odobril Zvezni urad za promet, potem ko je prejel 17 ugovorov, predvsem s strani naravovarstvenih organizacij, ki so se bale škode na krajini. Gradnja se je začela poleti 2018.
Zadnja vožnja s staro gondolo je bila 31. marca 2019 , nadomestna pa je začela obratovati 14. decembra 2019 . 4. decembra 2020 je zvezni kancler Walter Thurnherr imel uvodni govor za V-Bahn. 5. decembra 2020 je začel obratovati Eiger Express do postaje Eigergletscher.

## Kritike
Švicarska fundacija za zaščito krajine v Eiger Express ne vidi kot zgradbo, usmerjeno v prihodnost, temveč kot znak turistične strategije, ki jo je povozil čas.